# Maltit
Maltit (E 965, auch Maltitol) ist ein Zuckeraustauschstoff, der durch Hydrierung von Maltose hergestellt wird. Maltit gehört wie Sorbit, Mannit, Xylit, Isomalt und Erythrit zur Gruppe der Polyole (Zuckeralkohole) und wird vor allem in zuckerfreien und energiereduzierten Lebensmitteln, z. B. für Diabetiker, verwendet. Maltit ist für Diabetiker geeignet, da es im Menschen insulinunabhängig verstoffwechselt wird. Maltit ist nicht gesundheitsschädlich, erhöht aber den Blutzucker
und kann in großen Mengen abführend wirken und zu Bauchschmerzen und Blähungen führen. Die tägliche Höchstverzehrmenge für einen erwachsenen Menschen wird mit ca. 30 bis 50 Gramm angegeben. Dies entspricht beispielsweise etwa vier bis fünf zuckerfreien Schaumküssen.
Maltit wirkt weniger abführend als Sorbit. Aus Glucosesirup wird auch der Maltit-Sirup hergestellt, ebenfalls ein Zuckeraustauschstoff mit der gleichen E-Nummer. Es dient als Lebensmittelzusatzstoff in einer Vielzahl kalorienreduzierter Produkte wie Bonbons, Marzipan und Kaugummis. Enthalten diese Produkte keine anderen Zucker (Mono- oder Disaccharide), dürfen diese trotz ihres Energiegehalts als „zuckerfrei“ ausgezeichnet werden. Enthalten diese Produkte zusätzlich von Natur aus Mono- oder Disaccharide, z. B. aus Früchten, so können sie als „ohne Zuckerzusatz“ deklariert werden. Rechtlich geregelt werden diese Deklarationen innerhalb der Europäischen Union von der Verordnung (EG) Nr. 1924/2006 (Health Claims).
Maltit hat in kristalliner Form etwa 90 %, in Sirupen etwa 50 bis 80 % der Süßkraft von Zucker und muss in der EU wie alle Zuckeralkohole mit einem Brennwert von 10 kJ/g deklariert werden (zum Vergleich: Zucker hat 16,5 kJ/g).